# 南卡羅萊納號戰艦
南卡羅萊納號戰艦（舷號BB-26）是一艘隸屬於美國海軍的戰艦，為南卡羅萊納級戰艦的首艦。她是美軍第四艘以南卡羅萊納州為名的軍艦，亦是美國首批設計的無畏艦，並採用全重炮設計。
南卡羅萊納號在1906年於費城的克雷普父子造船廠（William Cramp & Sons Ship & Engine Building Co.）開始建造，並在1908年下水，最終在1910年服役。接著南卡羅萊納號在1914年支援美國在坦皮科事件後入侵韋拉克魯斯。美國參與第一次世界大戰後，南卡羅萊納號主要用作訓練艦，並在戰後協助接載美軍從歐洲返國。1921年南卡羅萊納號退役，並在1923年按照華盛頓海軍條約出售拆解。